# (38178) 1999 JA122
1999 JA122 (asteroide 38178) é um asteroide da cintura principal. Possui uma excentricidade de 0.11265860 e uma inclinação de 6.21703º.
Este asteroide foi descoberto no dia 13 de maio de 1999 por LINEAR em Socorro.